# 遥辇钦德
痕德可汗或痕德堇可汗（？—906年），名欽德，是契丹遥辇氏部落联盟的第九任可汗，末代首领。
约在唐僖宗光启元年（885年）后执政。光启年间，凭借契丹逐渐强大的军事力量，正值唐朝大乱，北疆多故，契丹蚕食周邻鞑靼、奚、室韦，还多次入侵幽州、薊州。天复三年（903年）十一月，刘仁恭率军过摘星山讨伐，放火烧塞下的草原，使契丹不得留牧，战马多死。钦德只好献良马求牧地，刘仁恭同意了。之后又违约入侵，遣阿钵（耶律阿保机妻兄）率领万骑攻渝关（今河北抚宁西）。刘守光戍守平州，契丹率万骑，刘守光议和，伏兵擒其大将。钦德纳马五千以赎大将，刘守光不许。钦德十年不敢近边。痕德可汗死于天祐三年十二月（907年初），当时，迭剌部耶律阿保机建旗鼓，自为一部，在选为可汗后，不肯再改选，自号为王，建立契丹国，遥辇氏遂亡。至此，自730年始，长达一个半世纪，历经九世的遥辇氏部落联盟时代宣告结束，为耶律氏建立的国家所取代。辽国建立后，痕德可汗的子孙为遥辇九帐之一。
| 前任： 巴剌可汗 | 契丹可汗 ？－906年 | 繼任： 耶律阿保机 |